# Amatori Rugby Alghero
L'Amatori Rugby Alghero és un equip de rugbi de la ciutat de l'Alguer. Actualment el seu primer equip milita a la Sèrie A italiana, el segon equip està actualment a la Sèrie C al grup sard i competeix a la competició catalana Rugby Quatre Barres. L'any 2010 naixerà l'Alguerugby A.S.D, societat rugbistica algueresa que té com a camp principal d'activitat el rugbi juvenil.

## Història
L'any 1974 un grup d'estudiants algueresos fascinats pel joc del Rugby van fundar la Società Sportiva Amatori Rugby Alghero. El constant creixement tècnic i numèric del grup els va incentivar a partir al seu primer campionat sard l'any 1975.,
Un any més tard per l'equip alguerès hi ha la promoció de categoria, es presenta com l'únic equip sard a competir a la sèrie C italiana, dins el grup Ligur on disputarà tres campionats seguits classificant-se als primers llocs. Durant la temporada 1981/1982, després de la recomposició dels campionats italians i amb la divisió de la Sèrie C en dues categories diferents, l'Alguer és inserit dins el grup tosco-lazial de Sèrie C1. Aquell mateix any es produeix un salt qualitatiu amb la creació del sector juvenil amb dos equips U17 i U19 participant en les competicions italianes de la seva categoria.
Durant l'any 1995 després de diversos intents de promoció, l'Alguer conquereix la promoció a Sèrie B. L'any següent l'equip torna a Sèrie C, provocat pel fet que el conjunt alguerès és encara massa jove i inexpert. L'any 1997 enamorat de la Sardenya i amb un fort lligam d'amistat amb alguns dels dirigents algueresos, el mític exjugador i comissari tècnic de la nacional italiana Marco Bollesan es deixa convèncer de ser l'entrenador de la Societat algueresa. La serietat i les ganes de recuperar la categoria perduda per part dels jugadors locals i l'arribada del tercera línia Alberto Bisogno (Partenope Napoli), creant les condicions per un triomfant retorn a la Sèrie B. Un any més tard el famós publicista Gavino Sanna s'implica amb la nostra Societat promovent diverses iniciatives, entre les quals un spot contra la droga i crea l'actual logo de l'Amatori Rugby Alghero. La resta és ja història recent. Gràcies a un grup d'apassionats guiats pel President Badessi i el suport dels nostres sponsors, l'Alguer durant els últims quatre anys ha disputat el campionat de Sèrie A, arribant a tocar la promoció al TOP TEN durant la temporada 2003/2004 i classificant-se tercer durant el campionat 2004/2005 i sisena durant la passada temporada (2005/2006). Actualment a més de la Sèrie A l'Alguer participa en tots els campionats juvenils i al campionat regional de Sèrie C, i al torneig català Rugby Quatre Barres.
Només la passió i la serietat dels presidents i de tot l'staff ha fet possible que avui sigui aquesta gran realitat esportiva que no té parangons dins el panorama esportiu alguerès.
L'any 2007 la Junta Directiva del Club va sol·licitar de jugar com a convidats a la Primera Divisió catalana, el President de la Federació Catalana de Rugby i els membres de la directiva donaren la seva conformitat, malgrat això diversos clubs de la Federació iniciaren una acció de boicot per impedir aquesta invitació i en una Assemblea Plenària de la Federació Catalana de Rugbi es va arribar a una votació amb empat de vots, donant-se el fet paradoxal que aquells equips que no havien de jugar contra l'Alguer imposaren amb el bloqueig la no participació de l'Alguer a la Primera Catalana .Com a conseqüència d'aquest fet 5 equips del Principat més la societat algueresa han creat un nou Torneig de Rugby anomenat Rugby Quatre Barres, que és disputat per primera vegada la temporada 2007-2008. El torneig que es desenvolupa amb el format clàssic del 6 Nacions té la voluntat de ser un referent en la creació d'una competició dels clubs dels Països Catalans.

## Entrenadors
- 1998-2000 - Achille Bertoncini
- 2006-2007 - Stefano Bordon
- 2009-2010 - Stefano Bordon
- 20XX-2012 - Marco Anversa
- 2012-2014 - Gert Peens
- 2014-oggi - Achille Bertoncini